# 빌 베리
빌 베리(Bill Berry, 1958년 7월 31일 ~ )는 은퇴한 미국의 드러머로, R.E.M.의 일원으로 활동하였다.
은퇴 이후에는 조지아주에서 개인 농장을 경영하고 있다.